# Kimberley Zimmermannová
Kimberley Zimmermannová (* 9. listopadu 1995 Wemmel, Vlámský Brabant) je belgická profesionální tenistka. Ve své dosavadní kariéře na okruhu WTA Tour vyhrála tři turnaje ve čtyřhře. V sérii WTA 125 vybojovala jednu deblovou trofej. V rámci okruhu ITF získala jeden tituly ve dvouhře a osmnáct ve čtyřhře.
Na žebříčku WTA byla ve dvouhře nejvýše klasifikována v květnu 2019 na 215. místě a ve čtyřhře pak v březnu 2023 na 37. místě. Trénuje ji Maxime Braeckman.
V belgickém týmu Billie Jean King Cupu debutovala v roce 2024 orlandským kvalifikačním kolem  proti Spojeným státům americkým, v němž po boku Benoîtové prohrála závěrečnou čtyřhru s	Dolehideovou a Townsendovou. Američanky zvítězily 4–0 na zápasy. Do listopadu 2024 v soutěži nastoupila k jedinému mezistátnímu utkání s bilancí 0–0 ve dvouhře a 0–1 ve čtyřhře.

## Soukromý život
Narodila se roku 1995 ve Wemmelu do rodiny belgického překážkáře Michela Zimmermanna, finalisty běhu na 400 metrů překážek na Letních olympijských hrách 1984 v Los Angeles.

## Tenisová kariéra
V rámci událostí okruhu ITF debutovala v červenci 2010, když na turnaji v Bruselu dotovaném 10 tisíci dolary obdržela divokou kartu. Ve druhém kole podlehla Slovence Zuzaně Zlochové z šesté světové stovky. Během května 2021 vyhrála s Maďarkou Annou Bondárovou čtyřhru na I. ČLTK Prague Open 2021, štvanickém turnaji ITF s rozpočtem 25 tisíc dolarů. Ve finále porazily švýcarsko-rumunský pár Xenia Knollová a Elena-Gabriela Ruseová. V témže měsíci debutovala na okruhu WTA Tour, když s Britkou Eden Silvaovou zasáhla do deblové soutěže Emilia-Romagna Open 2021 v Parmě. Ve čtvrtfinále však nestačily na Chorvatku Dariju Jurakovou a Slovinku Andreju Klepačovou.
Mezi poslední osmičkou skončila i ve čtyřhře úvodního ročníku travnatého Bad Homburg Open 2021, kde startovala po boku Novozélanďanky Erin Routliffeové. Do semifinále pak obě poprvé prošly na červencovém Ladies Open Lausanne 2021 a finále odehrály o týden později na Palermo Ladies Open 2021. V závěrečném utkání zdolaly Rusky Natelu Dzalamidzeovou s Kamillou Rachimovovou až v rozhodujícím supertiebreaku. Jednalo se o jejich třetí společný start na túře WTA. Z druhé finálové účasti na zářijovém BGL Luxembourg Open 2021 však odešly poraženy od Belgičanek Greet Minnenové a Alison Van Uytvanckové.

## Finále na okruhu WTA Tour

### Čtyřhra: 5 (3–2)
| Legenda            |
| ------------------ |
| Grand Slam (0)     |
| Turnaj mistryň (0) |
| WTA 1000 (0)       |
| WTA 500 (0)        |
| WTA 250 (3–2 Č)    |

| Stav       | č. | datum             | turnaj                 | povrch    | spoluhráčka        | soupeřky ve finále                         | výsledek              |
| ---------- | -- | ----------------- | ---------------------- | --------- | ------------------ | ------------------------------------------ | --------------------- |
| Vítězka    | 1. | 25. července 2021 | Palermo, Itálie        | antuka    | Erin Routliffeová  | Natela Dzalamidzeová Kamilla Rachimovová   | 7–6(7–5), 4–6, [10–4] |
| Finalistka | 1. | 19. září 2021     | Lucemburk, Lucembursko | tvrdý (h) | Erin Routliffeová  | Greet Minnenová Alison Van Uytvancková     | 3–6, 3–6              |
| Finalistka | 2. | červenec 2022     | Budapešť, Maďarsko     | antuka    | Katarzyna Piterová | Jekatěrine Gorgodzeová Oxana Kalašnikovová | 6–1, 4–6, [6–10]      |
| Vítězka    | 2. | červenec 2022     | Palermo, Itálie (2)    | antuka    | Anna Bondárová     | Amina Anšbová Panna Udvardyová             | 6–3, 6–2              |
| Vítězka    | 3. | červenec 2023     | Palermo, Itálie (3)    | antuka    | Jana Sizikovová    | Angelica Moratelliová Camilla Rosatellová  | 6–2, 6–4              |

## Finále série WTA 125

### Čtyřhra: 3 (1–2)
| Legenda       |
| ------------- |
| WTA 125 (1–2) |

| Stav       | č. | datum      | turnaj             | povrch    | spoluhráčka    | soupeřky ve finále                     | výsledek         |
| ---------- | -- | ---------- | ------------------ | --------- | -------------- | -------------------------------------- | ---------------- |
| Vítězka    | 1. | září 2022  | Budapešť, Maďarsko | antuka    | Anna Bondárová | Jesika Malečková Renata Voráčová       | 6–3, 2–6, [10–5] |
| Finalistka | 1. | září 2023  | Parma, Itálie      | antuka    | Anna Bondárová | Dalila Jakupovićová Irina Chromačovová | 2–6, 3–6         |
| Finalistka | 2. | říjen 2023 | Rouen, Francie     | tvrdý (h) | Anna Bondárová | Maia Lumsdenová Jessika Ponchetová     | 3–6, 6–7(4–7)    |

## Tituly na okruhu ITF
| Dotace turnajů okruhu ITF | Dotace turnajů okruhu ITF |
| ------------------------- | ------------------------- |
| 100 000 $ tournaments     | 80 000 $ tournaments      |
| 75 000 $ tournaments      | 60 000 $ tournaments      |
| 50 000 $ tournaments      | 25 000 $ tournaments      |
| 15 000 $ tournaments      | 10 000 $ tournaments      |

### Dvouhra (2 tituly)
| Č. | datum       | turnaj                   | povrch | poražená finalistka | výsledek      |
| -- | ----------- | ------------------------ | ------ | ------------------- | ------------- |
| 1. | srpen 2016  | Wanfercée-Baulet, Belgie | antuka | Hélène Scholsenová  | 6–2, 6–2      |
| 2. | květen 2018 | Caserta, Itálie          | antuka | Stefania Rubiniová  | 1–6, 7–5, 6–1 |

### Čtyřhra (18 titulů)
| Č.  | datum         | turnaj                       | povrch     | spoluhráčka             | poražené finalistky                          | výsledek              |
| --- | ------------- | ---------------------------- | ---------- | ----------------------- | -------------------------------------------- | --------------------- |
| 1.  | květen 2014   | Tarsus, Turecko              | antuka     | Anita Husarićová        | Anastasija Pivovarovová Melis Sezerová       | 6–4, 6–2              |
| 2.  | únor 2015     | Antalya, Turecko             | antuka     | Anita Husarićová        | Başak Eraydınová Verena Melissová            | 6–0, 6–3              |
| 3.  | březen 2015   | Pula, Itálie                 | antuka     | Claudia Giovineová      | Irina Baraová Lilla Barzóová                 | 7–6(7–4), 6–3         |
| 4.  | září 2015     | Pula, Itálie                 | antuka     | Nina Stadlerová         | Alice Balducciová Camilla Scalová            | 6–0, 6–1              |
| 5.  | únor 2016     | Glasgow, Velká Británie      | tvrdý (h)  | Nina Stadlerová         | Fatma Al-Nabhaniová Anna Zajaová             | 6–2, 7–6(9–7)         |
| 6.  | březen 2017   | Le Havre, Francie            | antuka (h) | Elyne Boeykensová       | Fatma Al-Nabhaniová Diana Negreanuová        | 7–6(7–5), 6–3         |
| 7.  | květen 2017   | Båstad, Švédsko              | antuka     | An-Sophie Mestachová    | Ilona Kremenová Cornelia Listerová           | 4–6, 6–2, [10–5]      |
| 8.  | červen 2017   | Périgueux, Francie           | antuka     | Camilla Rosatellová     | Manon Arcangioliová Shérazad Reixová         | 6–4, 6–3              |
| 9.  | červenec 2019 | Biarritz, Francie            | antuka     | Manon Arcangioliová     | Victoria Rodríguezová Ioana Loredana Roșcová | 2–6, 6–3, [10–6]      |
| 10. | srpen 2019    | Koksijde, Belgie             | antuka     | Lara Saldenová          | Suzan Lamensová Anna Pribylovová             | 6–1, 6–7(3–7), [11–9] |
| 11. | listopad 2019 | Malibu, Spojené státy        | tvrdý      | Dalma Gálfiová          | Lorraine Guillermová Anna Hertelová          | 7–6(7–5), 6–3         |
| 12. | leden 2020    | Daytona Beach, Spojené státy | antuka     | Dalma Gálfiová          | Paula Ormaecheaová Prarthana Thombareová     | 7–6(7–4), 6–2         |
| 13. | únor 2020     | Glasgow, Velká Británie      | tvrdý (h)  | Myrtille Georgesová     | Lara Saldenová Clara Tausonová               | 7–6(7–2), 7–6(7–5)    |
| 14. | listopad 2020 | Ortisei, Itálie              | tvrdý (h)  | Suzan Lamensová         | Federica Di Sarrová Anastasia Kulikovová     | 3–6, 6–4, [11–9]      |
| 15. | listopad 2020 | Las Palmas, Španělsko        | antuka     | Lara Saldenová          | Suzan Lamensová Eva Vedderová                | 6–1, 6–3              |
| 16. | únor 2021     | Grenoble, Francie            | antuka     | Ioana Loredana Roșcaová | Arianne Hartonová Juriko Lily Mijazakiová    | 6–1, 7–5              |
| 17. | květen 2021   | Praha, Česko                 | antuka     | Anna Bondárová          | Xenia Knollová Elena-Gabriela Ruseová        | 7–6(7–5), 6–2         |
| 18. | duben 2022    | Oeiras, Portugalsko          | antuka     | Katarzyna Piterová      | Natalija Stevanovićová Katharina Gerlachová  | 6–1, 6–1              |